# Ștefan Vârgolici
Ștefan G. Vârgolici (n. 13 octombrie 1843, Borlești, județul Neamț – d. 29 iulie 1897, Iași) a fost un critic literar, traducător și publicist român, membru corespondent (1887) al Academiei Române.